# NGC 863
NGC 863 (другие обозначения — NGC 866, IRAS02120-0059, NGC 885, KUG 0212-009, UGC 1727, UM 412, MCG 0-6-56, MK 590, PGC 8586) — спиральная галактика (Sa) в созвездии Кит.
Этот объект входит в число перечисленных в оригинальной редакции «Нового общего каталога».

## Наблюдения
Этот объект занесён в новый общий каталог несколько раз, с обозначениями NGC 863, NGC 866, NGC 885.
Льюис Свифт в своём пятом каталоге туманностей сообщил о пяти наблюдениях галактик, которые получили обозначения NGC 856, NGC 859, NGC 866, NGC 868 и NGC 885. У самых ярких из них, которые он обнаружил 3 октября 1886 года, NGC 859 и NGC 866, неправильно определено прямое восхождение, но у третьего, NGC 868, координаты определены вполне правильно. Свифт вернулся к этой области 31 октября того же года и обнаружил ещё две галактики. У первой из них, NGC 856, правильно определены координаты и описание подходит, но у NGC 885 имеется ошибка на 5' в прямом восхождении. Но на самом деле, в ту ночь Свифт просто переоткрыл две ранее обнаруженные яркие галактики, и NGC 856 — та же галактика, что и NGC 859, а NGC 885 = NGC 863.